# Otmar Hasler
Otmar Hasler (Vaduz, 28 september 1953) is een Liechtensteins politicus. Van 5 april 2001 tot en met 25 maart 2009 was hij premier van Liechtenstein

## Biografie
Hasler studeerde aan de Universiteit van Fribourg. Tussen 1979 en 2001 was hij leraar in Eschen. In 1989 werd hij namens zijn partij FBP parlementslid, en in 1995 werd hij verkozen als voorzitter van de Landdag. In 2001 volgde hij Mario Frick op als premier van Liechtenstein. Onder zijn bewind zijn veel van zijn bevoegdheden overgenomen door de prins van Liechtenstein.
Hasler is gehuwd met Traudi Hilti en heeft vier kinderen.